# Thèses de Pomeyrol
Les thèses de Pomeyrol sont des positions rédigées les 16 et 17 septembre 1941 par douze membres de l'Église réformée de France, afin de fournir un appui théologique à la résistance au nazisme, contre l'esprit de collaboration et le défaitisme. Les signataires souhaitent que l'Église réformée de France prenne position sur l'occupation et ses conséquences, notamment pour les juifs persécutés. Ces thèses sont adoptées par le synode régional d'Annecy en octobre 1941 et le Conseil national de l'Église réformée de France décide début 1942 de les diffuser à tous les présidents de conseils régionaux. Les thèses de Pomeyrol sont à l'origine de la résistance spirituelle d'un grand nombre de chrétiens et elles vont devenir la trame de la réflexion et de l'action des mouvements de jeunesse et de beaucoup de chrétiens pendant la guerre et au-delà.

## Contexte

### La défaite et l'occupation
Dès mai 1940, le choc de l'effondrement et de la défaite conduit de nombreux Français à se tourner vers le maréchal Pétain, le «vainqueur de Verdun» incarnation de la nation et de la continuité de l'État, à qui l'Assemblée nationale vote les pleins pouvoirs le 10 juillet 1940. 
Trois dates essentielles conduisent aux thèses de Pomeyrol : 
- le premier statut des juifs étrangers en octobre 1940. Cette loi provoque des discussions entre les membres du Conseil national de l'Église réformée de France et un échange de correspondance entre le président Marc Boegner et les présidents de régions de la zone sud. Dès l'automne 1940, de nombreux protestants demandent avec insistance une intervention de leur Église auprès du gouvernement et une déclaration publique. Le président Marc Boegner préfère observer la plus grande réserve. Il estime alors que les conversations personnelles avec certaines personnalités responsables étaient plus efficaces.
- la création du Commissariat général aux questions juives le 29 mars 1941, provoque la lettre du pasteur Boegner au grand-rabbin de France Isaïe Schwartz en mars 1941, qui est rendue publique. Cette date devient importante dans la chronologie de la défense des juifs persécutés. C'est le premier geste en leur faveur parmi les différentes Églises chrétienne en France. Plusieurs protestants souhaitent une déclaration plus vigoureuse, comparable à celles des Églises protestantes hollandaises.
- la création du Commissariat aux questions juives et le deuxième statut des Juifs le 2 juin 1941 achève d'alarmer ceux qui se préoccupent du sort des réfugiés[2]. La nécessité d'établir un instrument idéologique de résistance face à la rapide progression du nazisme aboutit à la réunion de Pomeyrol.

### La lutte antinazie de l'Église confessante allemande
Après la prise de pouvoir par Adolf Hitler, les Églises régionales protestantes allemande - luthériennes, réformées et unies - constituant l'« Église protestante », se voient contraintes d'adopter dans leurs statuts un paragraphe aryen et l'affirmation d'une supériorité allemande. Le 29 mai 1934, un synode non officiel réuni à Wuppertal-Barmen s'en désolidarise en adoptant la déclaration de Barmen : des luthériens et des réformés se réunissent alors sous la dénomination d'Église confessante (« bekennde Kirche »). Ces résistants venus de toutes les parties de l'Allemagne protestent ainsi contre la mise au pas du protestantisme allemand en voie d'organisation dans les « Deutsche Christen » (l'Église officielle). Le texte de cette déclaration, dont un des principaux rédacteurs sont les théologiens Karl Barth et Dietrich Bonhoeffer, se présente comme un acte exclusivement religieux, de résistance spirituelle pour la défense de l'Église et de la pureté de son message ; en particulier, il ne mentionne pas la persécution des juifs. Malgré ses lacunes, sa signification politique est évidente,,.

### Les participants au groupe de Pomeyrol

#### Les fondateurs
Les fondateurs de la démarche de Pomeyrol furent le pasteur Willem Visser 't Hooft, secrétaire général du Conseil œcuménique des Églises et Madeleine Barot secrétaire générale de la Cimade.
Willem Visser 't Hooft connaît bien les Français, il prend au sérieux le « mythe Pétain » et la séduction du « vainqueur de Verdun », et il se demande, à juste titre, si l'Église de France serait capable d'avoir une prédication fidèle et si l'Église pourrait résister. Willem Visser 't Hooft, ancien secrétaire général de la Fédération universelle des associations chrétiennes d'étudiants - FUACE, la World Student Christian Federation, est depuis 1938 secrétaire général du tout jeune Conseil œcuménique des Églises (COE). Ses amis sont nombreux parmi les « post-fédératifs » français, les anciens de la Fédération française des associations chrétiennes d'étudiants, la « Fédé », branche française de la FUACE, et en particulier à Lyon, Nîmes et Montpellier.
Madeleine Barot est secrétaire générale de la Cimade depuis octobre 1940. Madeleine Barot et sa coéquipière, Suzanne de Dietrich, ancienne de la Fédé, avaient su forcer la porte du camp de Gurs au culot et y établir un droit de visite de facto. La Cimade est dès lors présente non seulement auprès des évacués et réfugiés relogés parmi la population du sud de la France, mais aussi dans les camps d'internement de la zone sud, confrontée quotidiennement à la situation scandaleuse des étrangers, des apatrides, des juifs et déjà à l'angoisse et à la souffrance de leur avenir incertain.
Les personnes qui se réunissent à Pomeyrol les 16 et 17 septembre 1941 sont engagées dans des paroisses ou dans des mouvements de jeunesse ou de solidarité. Ils estiment que le temps d'une parole publique forte est venu. Ils sont influencés par Karl Barth et l'Église confessante allemande qui réunissait des protestants refusant la soumission au national-socialisme. La déclaration de foi du synode clandestin de Barmen (mai 1934) avait été envoyée à toutes les églises protestantes d'Europe. Ces thèses sont ainsi nourries de paroles allemandes : seul l'Évangile de Jésus-Christ réclame une obéissance totale, aucun Führer au monde ne peut y prétendre - c'est un des Cinq solas, Soli Deo gloria, « A Dieu seul la gloire ».

#### Les signataires
Les signataires sont au nombre de douze. 
- Laïcs : Suzanne de Dietrich et Madeleine Barot (Cimade), René Courtin (professeur à la faculté de droit de Montpellier)[7]
- Pasteurs en fonction : Jean Cadier (professeur à la faculté de théologie protestante de Montpellier), Pierre Courthial (La Voulte)[8], Jacques Deransart (Valdrôme)[9], Pierre Gagnier (Nice), Paul Conord (Albi)[10], Roland de Pury (Lyon)[11], André de Robert (évangéliste itinérant)[12].
- Responsables des mouvements de jeunesse : Georges Casalis (secrétaire général de la Fédération française des associations chrétiennes d'étudiants, « Fédé »), Jean Gastambide (secrétaire général de la Fédération française des éclaireurs unionistes)[13].

#### Participants non signataires
Willem Visser't Hooft qui est un pasteur de l'Église réformée néerlandaise détaché à Genève où il a pris le secrétariat général du Conseil œcuménique des Églises tout récemment créé ne souhaite pas signer un document interne à l'Église réformée de France. Sont également présents Henri Clavier (Faculté de théologie de Strasbourg), Henri Eberhard (Dieulefit), André Vermeil (Livron), Antoinette Butte (maison de Pomeyrol).

### Le lieu
Le domaine de Pomeyrol, situé à Saint-Étienne-du-Grès, au sud-est de Tarascon dans les Bouches-du-Rhône, appartient à l'Association des pasteurs de France. Sa directrice, Antoinette Butte, y fonde, en 1950, la Communauté diaconesse de Pomeyrol.

## Le texte
Les thèses de Pomeyrol sont « une réflexion théologique engagée sur les fondements évangéliques d'une prise de parole publique de l'Église ». Elles s'inspirent de la déclaration de Barmen jusque dans sa présentation typographique et la mise en exergue des textes bibliques choisis en référence. Elles posent de prime abord le principe de la légitimité d'une parole publique de l'Église dans la situation de l'époque, puis abordent les thèmes suivants : 
- la question du rapport de l'Église et de l'État ;
- les limites de l'obéissance à l'État;
- le respect des libertés individuelles;
- la protestation contre le «statut des juifs»;
- la dénonciation du totalitarisme et de la collaboration.

### Préambule
Le préambule  expose l'objectif des thèses, faire à l'ensemble de l'Église une proposition de prise de parole publique qui soit à la fois une confession de foi et une réponse aux événements du moment : « Quelques pasteurs et fidèles, réunis les 16 et 17 septembre pour rechercher ensemble ce que l'Église doit dire aujourd'hui au monde, ont rédigé les thèses suivantes ; ils les soumettent à l'Église réformée de France et en proposent l'étude aux réunions pastorales, aux conseils presbytéraux et aux synodes, demandant à Dieu qu'Il nous accorde la grâce de confesser notre foi ».

### Les rapports de l'Église et de l'État (thèses 1 à 4)
I – Il n'est qu'un seul Seigneur de l'Église et du monde, Jésus-Christ, Sauveur et Roi. L'Église annonce à tous les hommes la royauté de ce Sauveur. En particulier, elle enseigne au monde la volonté de Dieu concernant l'ordre qui doit y régner (Ph. 2,9-11 ; Col 1,15-19).
II – Il appartient à l'Église, en tant que communauté de porter un jugement sur la situation concrète de l'État ou de la nation, chaque fois que les commandements de Dieu (qui sont le fondement de toute vie en commun) sont en cause. Toutefois, elle sait aussi que Dieu met à part certains hommes pour rappeler à l'Église cette tâche, ou l'exercer à sa place.
En prononçant ces jugements, l'Église n'oublie pas qu'elle est elle-même sous le jugement de Dieu. Elle se repent de ses trahisons et de ses silences (Jr 1,4-9 ; Ez 3,17 ; Dn 9, 4-19 ; Ac 4, 24-31 ; 1 P 4,17).
III – Ce ministère de l'Église à l'égard du monde trouve normalement son expression dans la prédication de la Parole de Dieu ; il s'exprime aussi par les résolutions et mandements des Synodes et autres corps ecclésiastiques, et s'il le faut, par leurs interventions auprès des autorités responsables de la vie du pays.
IV – La Parole de l'Église au monde est fondée sur tout ce que la Bible dit de la vie des communautés humaines, notamment dans les dix commandements et dans l'enseignement biblique sur l'État, son autorité et ses limites. L'Église rappelle donc à l'État et à la société les exigences de vérité et de justice qui sont celle de Dieu à l'égard de toute communauté (Pr 14, 34 ; 1 Tm 2, 1-4 ; 1 P 2,13-14).

### Les limites de l'obéissance à l'État (thèse 5)
V – L'Église reconnaît l'autorité de l'État voulu par Dieu pour le bien commun, elle exhorte ses membres à accomplir loyalement leurs devoirs de citoyens, elle leur rappelle que tout chrétien doit obéissance à l'État, étant bien entendu que cette obéissance est ordonnée et subordonnée à l'obéissance absolue due à Dieu seul. La parole de Dieu exerce son commandement et son contrôle sur toute obéissance rendue aux hommes (Ac 4, 12 ; Ac 5,29 ; Rm 13, 1-4).

### Le respect des libertés individuelles (thèse 6)
VI – Tout en reconnaissant que les exigences du bien commun peuvent imposer certaines mesures d'exception, l'Église rappelle que la mission de l'État est d'assurer à chaque citoyen un régime de droit garantissant les libertés essentielles, excluant toute discrimination injuste, tout système de délation et tout arbitraire, en particulier dans le domaine de la justice et de la police (2 Ch 19, 6-7 ; Qo 5, 7-8 ; Am 5, 15 et 24 ; Rm 13,4).

### La protestation contre le statut des juifs (thèse 7)
La thèse 7 combine le rappel du « mystère d'Israël » à une protestation solennelle contre le statut des Juifs ; elle dénonce le rejet des Juifs, l'antisémitisme sans le citer.
VII : « Fondée sur la Bible, l'Église reconnaît en Israël le peuple que Dieu a élu pour donner un sauveur au monde et pour être, au milieu des nations, un témoin permanent du mystère de sa fidélité. C'est pourquoi, tout en reconnaissant que l'État se trouve en face d'un problème auquel il est tenu de donner une solution, elle élève une protestation solennelle contre tout statut rejetant les Juifs hors des communautés humaines » (Rm 11, 1-36).

### La dénonciation du totalitarisme et de la collaboration (thèse 8)
La thèse 8 est la plus nette dans son rejet absolu du régime de Vichy, du totalitarisme et de l'idolâtrie.
VIII : « Dénonçant les équivoques, l'Église affirme qu'on ne saurait présenter l'inévitable soumission au vainqueur comme un acte de libre adhésion. Tout en acceptant les conditions matérielles de la défaite, elle considère comme une nécessité spirituelle la résistance à toute influence totalitaire et idolâtre » (Ez 28, 2-9 ; Dn 3 ; Mt 5,37 ; He 12,4).

## Réception et influence

### Pendant la guerre
Ces thèses furent reçues dans les réunions d'étudiants et furent diffusées en zone sud. Dans un premier temps, l'écho des thèses de Pomeyrol ne dépassa guère le cercle relativement étroit des instances dirigeantes des églises réformées. Willem Visser 't Hooft, secrétaire général du Conseil œcuménique des Églises en formation, présent à Pomeyrol, les fit connaître en Suisse.

### Deuxième réunion de Pomeyrol
Un an plus tard, du 16 au 19 septembre 1942, cinquante-cinq pasteurs se réunirent à Pomeyrol. Ils y rédigeront neuf «affirmations» dénonçant la persécution des juifs, appelant implicitement à la résistance et explicitement à  organiser la protection et l'évasion des juifs.

### Après la guerre
À plus long terme, ces thèses seront reprises dans les milieux du christianisme social, de la Cimade ou du mouvement œcuménique. Elles sont aujourd'hui comptées dans les grandes confessions de foi réformées contemporaines. 

### Un acte de «résistance spirituelle»
Les Thèses de Pomeyrol sont un des premiers actes de résistance spirituelle au nazisme et d'opposition aux persécutions des juifs.
En France, ce texte fut diffusé par la revue Foi et Vie dirigée par le pasteur Pierre Maury, et également par le Christianisme social. Elles précédent de deux mois la parution à Lyon, le 16 novembre 1941, du premier numéro des Cahiers du témoignage chrétien, qui publieront les textes de la Déclaration de Barmen, de celle de Pomeyrol ainsi que du pasteur allemand Martin Niemöller.
Selon l'évaluation du pasteur Georges Casalis, malgré leur relative prudence, et en dépit de certaines réactions violemment hostiles, les thèses de Pomeyrol diffusées par de nombreux pasteurs et étudiants « post-fédératifs », soumises à l'Église réformée de France, proposées aux réunions pastorales, aux conseils presbytéraux et aux Synodes, ont « contribué à structurer une mentalité confessante (c'est-à-dire le témoignage de l'Église prête “à payer le prix de la grâce”) au sein du protestantisme français ».